# The 18th Day
Albums de Estelle
Shine
(2008)
The 18th Day est le premier album de la chanteuse/rappeuse britannique Estelle, sorti en octobre 2004 puis réédité en avril 2005.

## Liste des titres
1. "1980" - 4:00 (E. Swaray, R. Shelton, K. Veney, L. Hill)
2. "Don't Talk" - 3:39 (E. Swaray, R. Shelton, K. Veney, L. Hill, K. Harper, R. Prager, H. Swaray)
3. "Dance Bitch" - 3:47 (E. Swaray, C. Wilson)
4. "Change Is Coming" - 4:01 (E. Swaray, E. Banks)
5. "Go Gone" - 3:31 (E. Swaray, C. Emmanuel)
6. "Free" (feat. Megaman) - 3:30 (E. Swaray, Megaman, J. Hogarth)
7. "I Wanna Love You" - 3:55 (E. Swaray, E. Banks)
8. "Maybe" - 5:45 (E. Swaray, O. Edwards)
9. "Crazy" - 3:54 (E. Swaray, B. Muhammad, F. Oliphant, R. Shaw)
10. "Hey Girl" (feat. John Legend & Baby Blue) - 6:15 (E. Swaray, R. Prager, R. Douglas, J. Stephens)
11. "All Over Again" (feat. Royston) - 4:15 (E. Swaray, C. Emmanuel, A. Simpson)
12. "Dance With Me" - 3:41 (E. Swaray, M. Peden, H. Swaray, C. Russell)
13. "On and On" - 3:47 (E. Swaray, B. Muhammad, R. Shaw. N. Robinson Jr., C. Amorrelli)
14. "I'm Gonna Win" - 3.43 (Peretti, Creatore, Weiss)
15. "Freedom" (feat. Talib Kweli & John Legend) - 5:08 (E. Swaray, J. Stephens, T. K. Greene)

## Singles
- "1980" - 14e  en juillet 2004
- "Free" - 15e  en octobre 2004
- "Go Gone" - 32e  en mars 2005
- "Dance with Me (remix)"  en juillet 2005 (seulement promotionnel)

## Samples
- "1980" :
  - Dawn featuring Tony Orlando - "Lazy Susan"[1]
- "Freedom" (featuring Talib Kweli & John Legend) :
  - Eleanore Mills - "Telegram"

## Sources
1. ↑  « Loading... », sur ultragraphik.com (consulté le 15 octobre 2023).